# Рафаель Веллінгтон
Рафаель Веллінгтон Перес (ісп. Rafael Wellington Pérez; нар. 27 квітня 1985, Кордова, Іспанія) — іспанський футболіст, лівий захисник аматорського клубу «Кастеллоненсе».

## Життєпис
На професіональному рівні дебютував 2004 року за клуб «Реал Мадрид C». Сезон по тому підписав контракт з «Мальоркою Б», а в 2006 році перебрався до «Вільяновенсе». Згодом захищав кольори «Конкенсе», «Манчего», «Вільянуева», «Мортіль», «Толедо», «Бургос» та «Вільярабло». 28 лютого 2012 року переїхав до Молдови, де підписав контракт з «Мілсамі». За півтора сезону, проведені в «Мілсамі», зіграв у 42 матчах, відзначився 3-ма голами. 8 липня 2013 року перейшов у кишинівський «Зімбру». Зрештою, взимку 2014 року підписав контракт з «Районом». У 2015 році покинув клуб і підписав контракт з «Чіангмаєм». У серпні 2016 року переїхав до Гонконгу, щоб приєднатися до команди Суперліги Гонконгу «Блу Чун Глорі Скай». 11 вересня 2016 року відзначився своїм першим голом у програному (2:4) поєдинку чемпіонату проти «Гонконг Пегасус». Він покинув команду до середини сезону, після чого перейшов до нижчолігового «Атлетіко» (Еспеленьо).

## Досягнення
«Толедо»
- Терсера Дивізіон
  -  Чемпіон (1): 2011

«Мілсамі»
- Суперкубок Молдови
  -  Володар (1): 2012

- Кубок Молдови
  -  Володар (1): 2012